# Pol-ka Producciones
Pol-ka Producciones S.A. fue una productora de medios argentina que realizó formatos televisivos de ficción, tales como series y telenovelas. Sus productos se exhibieron en televisión de forma diaria o semanal, y combinaban aspectos de acción, drama, comedia, policial y suspenso.
La empresa era propiedad de Fernando Blanco y Adrián Suar. La misma fue creada en 1994, cuando ambos productores se unieron para hacer el piloto de la serie Poliladron, que marcó un hito en la televisión argentina. En 1998 la empresa Artear adquirió el 30% de la productora. Actualmente es dueña del 55%.
Su sede central se encontraba en el barrio porteño de Chacarita, y en total empleó a 450 personas. En Argentina cuenta con más de 60 series nacionales creadas.
En noviembre de 2014 la compañía cumplió 20 años, y lo celebró con un programa especial conducido por Nicolás Repetto.
Pol-ka Producciones tiene acuerdos de producción para Telefe, El Trece y América Televisión en Argentina; MTV Networks Latín América, HBO Latinoamérica, Disney Media Networks Latin America, Netflix y Amazon Prime Video en Latinoamérica; entre otras empresas a nivel panregional.

## Crisis y cierre
Desde 2020 la empresa empezó a sufrir diversos problemas debido a la pandemia de COVID 19, lo que la llevó a interrumpir paulatinamente las grabaciones de sus producciones, lo que concluyó con sus cancelaciones definitivas, dejando ficciones inconclusas y crisis en el sector actoral argentino. Posteriormente, durante ese mismo año, Pol-ka comenzó a despedir a sus empleados de manera más agresiva; quedándose con 100 colaboradores hasta que en diciembre de 2023 despidió a todos. Dada la crisis económica, los bajos números de audiencia en la televisión argentina en general y las reiteradas modificaciones que sufrió la productora, se anunció un cese indefinido de operaciones el 11 de enero de 2024.

## Estudios
- Estudios Polka (1994-2018) (Jorge Newbery 3449, Chacarita, Ciudad de Buenos Aires).
- Estudios Polka (Santos Dumont 3453, Chacarita, Ciudad de Buenos Aires).
- Estudios Baires (2010-2024) (Rincón 701, Don Torcuato, Partido de Tigre).

## Filmografía

### Miniseries y/o unitarios
- Poliladron: Una Historia de Amor (1995-1997)
- Verdad consecuencia (1996-1998)
- Carola Casini (1997)
- R.R.D.T. (1997-1998)
- Por el nombre de Dios (1999)
- Vulnerables (1999-2000)
- El hombre (1999)
- Culpables (2001)
- Final de juego (2002) (Coproducción con General Motors)
- Durmiendo con mi jefe (2003)
- Locas de amor (2004)
- Epitafios (2004-2009) (Coproducción con HBO)
- Sin código (2004)
- Botines (2005)
- Mujeres asesinas (2005-2008)
- Vientos de agua (2006) (Coproducción con 100 Bares)
- Amas de casa desesperadas (2006-2007)
- Hoy me desperté (2006) (Especial de la Fundación Huésped)
- El hombre que volvió de la muerte (2007)
- Reparaciones (2007) (Especial de la Fundación Huésped)
- Socias (2008-2009)
- Oportunidades (2008) (Especial de la Fundación Huésped)
- Donne Assassine (2009)
- Tratame bien (2009)
- Revelaciones (2009) (Especial de la Fundación Huésped)
- Para vestir santos (2010)
- Sutiles diferencias (2010) (Especial de la Fundación Huésped)
- El puntero (2011)
- Volver al ruedo (2011) (Especial de la Fundación Huésped)
- Condicionados (2012)
- Tiempos compulsivos (2012-2013)
- Daños colaterales (2012) (Especial de la Fundación Huésped)
- Una vida posible (2013) (Especial de la Fundación Huésped)
- Quererte bien (2014) (Especial de la Fundación Huésped)
- Los creadores (2015-2016) (Coproducción con Aula365 y Telefe)
- Signos (2015) (Coproducción con Turner)
- Dispuesto a todo (2015) (Especial de la Fundación Huésped)
- Silencios de familia (2016)
- Al Borde (2016) (Especial de la Fundación Huésped)
- La fragilidad de los cuerpos (2017) (Coproducción con Cablevisión y Turner)
- El jardín de bronce (2017) (Coproducción con HBO)
- El maestro (2017) (Coproducción con Cablevisión y Turner)
- De barrio: comida e historias (2017-2019) (Coproducción con TN y Cucinare)
- Reencuentros (2017) (Especial de la Fundación Huésped)
- El lobista (2018) (Coproducción con Cablevisión y Turner)
- El host (2018-2019) (Coproducción con Fox)
- Generaciones (2018) (Especial de la Fundación Huésped)
- Otros pecados (2019) (Coproducción con Cablevisión y Turner)
- El Tigre Verón (2019-2021) (Coproducción con Cablevisión y Turner)
- Chueco en linea (2019) (Coproducción con Cablevisión)
- SusTNtables: ecología social (2019) (Coproducción con TN)
- Tu parte del trato (2019) (Coproducción con Cablevisión, Turner y Dopamine Producciones)
- Reacción en cadena (2019) (Especial de la Fundación Huésped)
- Puerta 7 (2020) (Coproducción con Netflix)
- Entre hombres (2021) (Coproducción con HBO)
- María Marta, el crimen del country (2022) (Coproducción con Kapow y WarnerMedia)

#### Telenovelas
| Año       | Telenovela                           | Canal                      | Notas                                   |  |
| --------- | ------------------------------------ | -------------------------- | --------------------------------------- |  |
| 1998-1999 | Gasoleros                            | El Trece                   |                                         |  |
| 1999-2001 | Campeones de la vida                 | El Trece                   |                                         |  |
| 2000      | Primicias                            | El Trece                   |                                         |  |
| 2000      | Calientes                            | El Trece                   |                                         |  |
| 2000-2001 | Ilusiones compartidas                | El Trece                   |                                         |  |
| 2001-2002 | El sodero de mi vida                 | El Trece                   |                                         |  |
| 2001      | 22, el loco                          | El Trece                   |                                         |  |
| 2002-2004 | Son amores                           | El Trece                   |                                         |  |
| 2002      | 099 Central                          | El Trece                   |                                         |  |
| 2003-2004 | Soy gitano                           | El Trece                   |                                         |  |
| 2004      | Los pensionados                      | El Trece                   |                                         |  |
| 2004-2006 | Sin código                           | El Trece                   |                                         |  |
| 2004      | Padre coraje                         | El Trece                   |                                         |  |
| 2004-2005 | Los secretos de papá                 | El Trece                   |                                         |  |
| 2005      | Una familia especial                 | El Trece                   |                                         |  |
| 2005      | Hombres de honor                     | El Trece                   |                                         |  |
| 2005-2006 | 1/2 falta                            | El Trece                   |                                         |  |
| 2006-2007 | Sos mi vida                          | El Trece                   |                                         |  |
| 2006      | Juanita, la soltera                  | El Trece                   |                                         |  |
| 2007-2008 | Son de Fierro                        | El Trece                   |                                         |  |
| 2007-2008 | Mujeres de nadie                     | El Trece                   |                                         |  |
| 2007-2008 | Por amor a vos                       | El Trece                   |                                         |  |
| 2008-2009 | Valentino, el argentino              | El Trece y RCN Televisión  | Coproducción con Vista Productions Inc. |  |
| 2009-2010 | Valientes                            | El Trece                   |                                         |  |
| 2009      | Enseñame a vivir                     | El Trece                   |                                         |  |
| 2010      | Alguien que me quiera                | El Trece                   |                                         |  |
| 2010-2011 | Malparida                            | El Trece                   |                                         |  |
| 2011-2012 | Herederos de una venganza            | El Trece                   |                                         |  |
| 2011-2012 | Los Únicos                           | El Trece                   |                                         |  |
| 2012-2015 | Violetta                             | El Trece y Disney Channel  | Coproducción con Disney                 |  |
| 2012      | Lobo                                 | El Trece                   |                                         |  |
| 2012-2013 | Sos mi hombre                        | El Trece                   |                                         |  |
| 2013-2014 | Solamente vos                        | El Trece                   |                                         |  |
| 2013-2014 | Farsantes                            | El Trece                   |                                         |  |
| 2013-2014 | Mis amigos de siempre                | El Trece                   |                                         |  |
| 2014-2015 | Guapas                               | El Trece                   |                                         |  |
| 2014-2015 | Noche y día                          | El Trece                   |                                         |  |
| 2015-2016 | Esperanza mía                        | El Trece                   |                                         |  |
| 2016      | Los ricos no piden permiso           | El Trece                   |                                         |  |
| 2016-2018 | Soy Luna                             | El Trece                   | Disney Channel                          |  |
| 2017      | Quiero vivir a tu lado               | El Trece                   |                                         |  |
| 2017      | Divina, está en tu corazón           | El Trece y Canal 5         | Coproducción con Televisa               |  |
| 2017-2019 | O11CE                                | Disney Channel y Disney XD | Coproducción con Disney                 |  |
| 2017-2018 | Las Estrellas                        | El Trece                   |                                         |  |
| 2018      | Simona                               | El Trece                   |                                         |  |
| 2018-2019 | Mi hermano es un clon                | El Trece                   |                                         |  |
| 2019      | Argentina, tierra de amor y venganza | El Trece                   |                                         |  |
| 2020      | Separadas                            | El Trece                   | Cancelada por la Pandemia de COVID-19   |  |
| 2021-2022 | La 1-5/18                            | El Trece                   |                                         |  |
| 2023      | ATAV 2                               | El Trece                   |                                         |  |
| 2023-2024 | Buenos chicos                        | El Trece                   |                                         |  |

### Películas
- Comodines (1997)
- Cohen vs. Rosi (1998)
- Alma mía (1999)
- Apariencias (2000)
- El Bonaerense (2000)
- El hijo de la novia (2001)
- Déjala correr (2001)
- El día que me amen (2003)
- Familia rodante (2004)
- Luna de Avellaneda (2004)
- 18-J (2004)
- La educación de las hadas (2006)
- Abrigate (2007)
- Maradona, la mano de Dios (2007)
- El niño de barro (2007)
- Un novio para mi mujer (2008)
- Igualita a mí (2010)
- Dos más dos (2012)
- Me casé con un boludo (2016)
- El fútbol o yo (2017)
- Corazón loco (2020). Estreno suspendido en cine por la Pandemia de COVID-19, estrenada en Netflix.
- 30 noches con mi ex (2022)

## Producciones teatrales
| Obra                             | Año       | Ciudad                       |
| -------------------------------- | --------- | ---------------------------- |
| Poliladron                       | 1996      | Mar del plata                |
| Son amores                       | 2002      | Buenos Aires                 |
| Taxi 2                           | 2003      | Buenos Aires                 |
| El gran regreso                  | 2004      | Buenos Aires                 |
| Revista nacional                 | 2005      | Buenos Aires                 |
| Muerte de un viajante            | 2007-2009 | Buenos Aires                 |
| Cabaret                          | 2007-2008 | Buenos Aires                 |
| Hairspray                        | 2008-2009 | Buenos Aires                 |
| La cena de los tontos            | 2008      | Buenos Aires                 |
| El año que viene a la misma hora | 2009-2010 | Buenos Aires                 |
| Piaf                             | 2009-2010 | Buenos Aires                 |
| Valientes                        | 2010      | Mar del plata                |
| Los reyes de la risa             | 2010-2011 | Mar del plata y Buenos Aires |
| La guerra de los roses           | 2011      | Buenos Aires                 |
| Filosofía de vida                | 2011-2012 | Buenos Aires                 |
| Los únicos                       | 2011      | Buenos Aires                 |
| La cabra                         | 2012-2013 | Buenos Aires y Mar del plata |
| Violetta                         | 2013      | Buenos Aires                 |
| Dos pícaros sinvergüenzas        | 2014-2015 | Buenos Aires y Mar del plata |
| Venus en la piel                 | 2015      | Buenos Aires                 |
| Esperanza Mía                    | 2015      | Buenos Aires                 |
| Un rato con él                   | 2017      | Buenos Aires                 |
| Simona                           | 2018      | Buenos Aires                 |

## Producciones al exterior
- Buen partido (2002): serie producida para Canal 13 de Chile.
- Epitafios (2004-2009): serie producida para HBO Latinoamérica.
- Vientos de agua (2005): serie coproducida entre Pol-Ka y 100 Bares para El Trece de Buenos Aires y Telecinco de España.
- Amas de casa desesperadas : adaptación del exitoso formato Desesperate Housewives para Argentina, Colombia (en cooperación con RCN), Ecuador y Brasil. Licencia de Buena Vista Internacional y The Walt Disney Company.
- Valentino, el argentino (2008-2009): serie coproducida entre Pol-Ka y Vista Producciones para El Trece de Buenos Aires y RCN Televisión de Colombia.
- Adaptación del unitario Mujeres asesinas en Colombia, México, Ecuador e Italia.
- Locas de amor : Versión mexicana para Grupo Televisa.
- El Talismán (2010): miniserie mexicana para internet.
- Violetta (2012-2015): serie producida para Disney Channel Latinoamérica.
- Signos (2015): coproducción con Turner Broadcasting System para El Trece y TNT Latinoamérica.
- Soy Luna (2016-2018): serie producida para Disney Channel Latinoamérica.
- Divina, está en tu corazón (2017): serie producida para El Trece y Televisa.
- O11CE (2017-2019): serie producida para Disney XD Latinoamérica y Disney Channel Latinoamérica.
- La fragilidad de los cuerpos (2017): coproducción con Turner Broadcasting System para El Trece y TNT Latinoamérica.
- El jardín de bronce (2017): serie producida para HBO Latinoamérica.
- El maestro (2017): coproducción con Turner Broadcasting System para El Trece y TNT Latinoamérica.
- El lobista (2018): coproducción con: Turner Broadcasting System para El Trece y TNT Latinoamérica.
- El host (2018): serie producida para: Fox Latinoamérica.
- Otros pecados (2019): coproducción con: Turner Broadcasting System para El Trece y TNT Latinoamérica.
- El Tigre Verón (2019-2020): coproducción con: Turner Broadcasting System para El Trece y TNT Latinoamérica.
- Tu parte del trato (2019): coproducción con: (Coproducción con Cablevisión, Turner TNT Latinoamérica; y Dopamine Producciones).

## Premios

### Internacionales
- Premio INTE a la productora de ficción del año (2003).[cita requerida]
- Premio INTE a la mejor telecomedia del año, "Son amores" (2003).
- Nominación a los Oscars a Mejor Película Extranjera por "El Hijo de la Novia" (2001).
- Mejor Unitario para "Poliladron" en el Festival de Cartagena.
- Medalla de Oro como mejor director en el Festival de New York, Jorge Nisco por "Por el nombre de dios" (1999).

### Nacionales
- 8 Martín Fierro de Oro (2002, 2005, 2006, 2010, 2011, 2012, 2014, 2015).
- 8 Martín Fierro al mejor unitario y/o miniserie (2000, 2002, 2005, 2006, 2007, 2010, 2011, 2012).
- 3 Premios Clarín a la mejor ficción unitaria (2005, 2008, 2009).
- 3 Martín Fierro a la mejor ficción diaria (2015, 2016, 2018).
- 1 Premio Tato a la mejor ficción unitaria (2013).
- 6 Martín Fierro a la mejor telecomedia (2000, 2002, 2003, 2007, 2012, 2014).
- 6 Martín Fierro a la mejor telenovela (2003, 2005, 2008, 2010, 2011, 2014).
- 3 Premios Clarín a la mejor ficción diaria drama (2002, 2004, 2009).
- 1 Premio Clarín a la mejor ficción diaria comedia (2002).
- 1 Premio Tato a la mejor ficción diaria comedia (2013).
- 1 Premio Tato a la mejor ficción diaria drama (2013).